# Alloeochaete
Alloeochaete  (Rendle) C.E.Hubb. é um género botânico pertencente à família Poaceae, subfamília Danthonioideae, tribo Danthonieae.
São plantas nativas da África: Angola, Tanzânia e Malawi.

## Espécies
- Alloeochaete andongensis  (Rendle) C.E.Hubb.
- Alloeochaete geniculata Kabuye
- Alloeochaete gracillima  Kabuye
- Alloeochaete namuliensis Chippindall
- Alloeochaete oreogena Launert
- Alloeochaete ulugurensis Kabuye